# عباس شیبانی
عباس شیبانی (۲۰ آبان ۱۳۱۰ – ۱ دی ۱۴۰۱)، پزشک و سیاستمدار، زندانی سیاسی ، از اعضای مؤسس نهضت آزادی ایران و عضو پیشین شورای انقلاب، مجلس شورای اسلامی و شورای اسلامی شهر تهران بود.
همسر وی انسیه مفیدی بوده است، که در سال ۱۳۸۷ درگذشت، مفیدی از فعالان سیاسی دوران پهلوی بود که هنگام ملاقات در زندان با عباس شیبانی آشنا شده و خطبه عقد آنان را سید محمود طالقانی خواند.

## فعالیت‌ها

### پیش از انقلاب

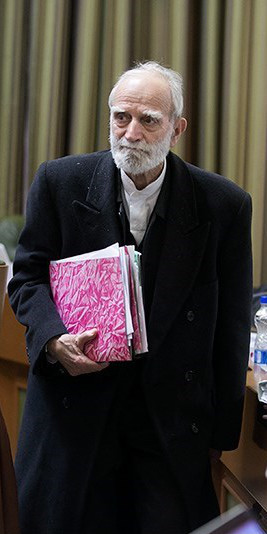
شیبانی در شورای اسلامی شهر تهران، بهمن ۱۳۹۳

وی در سال ۱۳۲۹ فعالیت سیاسی خود را شروع کرد. در سال ۱۳۳۵ در تظاهرات حمایت از جمال عبدالناصر دستگیر شد و از دانشکده پزشکی نیز اخراج گردید. وی در سال ۱۳۴۷ به دانشگاه بازگشت و تحصیلات پزشکی خود را به اتمام رسانید. وی سال‌ها در زندان‌های شاه به سر برد.
وی با ۹ بار محکومیت ۱۳ سال از عمر خود را در زندان گذرانید.
او پس از انقلاب در هیئت دولت موقت شورای انقلاب، برخلاف رشته تحصیلی خود، وزیر کشاورزی شد.

### پس از انقلاب
- عضو شورای انقلاب اسلامی ایران
- نماینده مجلس خبرگان قانون اساسی
- وزیر کشاورزی
- مشاور عباس لطفیان سرگزی در مؤسسه آموزش عالی و پژوهشکده صحیفه سجادیه و رساله حقوقیه
- نماینده تهران در مجلس شورای اسلامی (۵ دوره، ۱۹ سال)
- رئیس دانشگاه تهران
- کاندیدای انتخابات ریاست جمهوری دوره دوم (یکی از رقبای محمدعلی رجایی) و دوره پنجم (تنها رقیب اکبر هاشمی رفسنجانی)
- عضو شورای شهر تهران (۳ دوره، ۱۴ سال)

## درگذشت

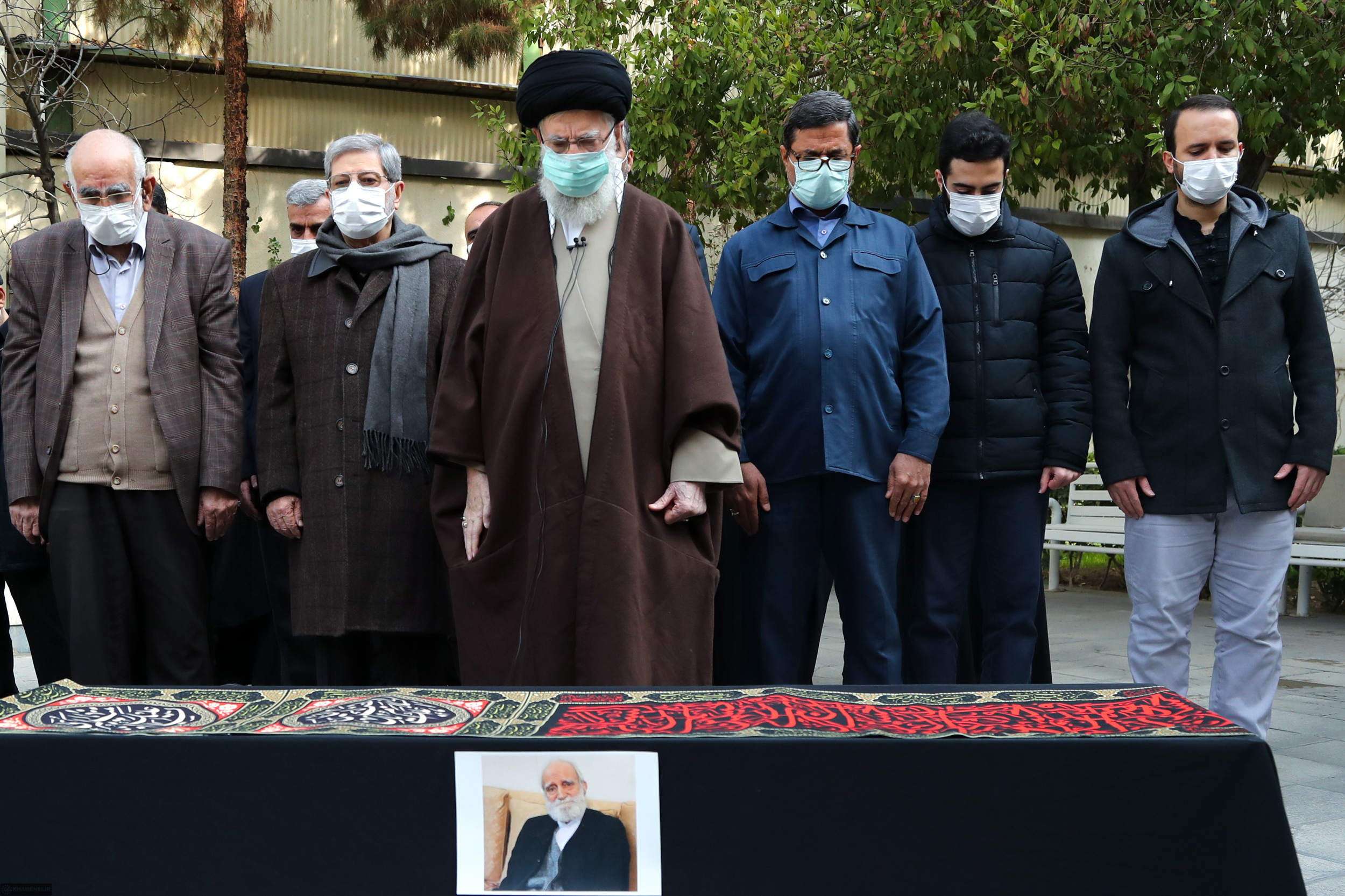
اقامه نماز سید علی خامنه‌ای بر پیکر عباس شیبانی، ۲ دی ۱۴۰۱

وی در یکم دی ماه ۱۴۰۱ درگذشت. صبح روز جمعه ۲ دی ۱۴۰۱ سید علی خامنه‌ای رهبر جمهوری اسلامی با حضور در کنار پیکر عباس شیبانی فاتحه، قرائت و نماز اقامه کرد. در این مراسم جمعی از خانواده و بستگان شیبانی نیز حضور داشتند.او در قطعه ۷۰ بهشت زهرا دفن شد.